# سعد الخادم
سعد الخادم (22 مارس 1913 - 17 سبتمبر 1987) هو فنان تشكيلى وصحفي مصري.

## حياته ونشأته
سعد سعد الخادم ولد بالقاهرة 22 مارس 1913، حصل على شهادة البكالوريا من مدرسة الفنون العليا عام 1936، كما حصل على شهادة أساتذة الفن من مدرسة شلسى لندن، تزوج من الرسامة المصرية عفت ناجي حتي وفاته في 17 سبتمبر 1987.

## مسيرته
- أمين متحف الفنون الجميلة بالإسكندرية من عام 1954 حتى عام 1960 .[2]
- أمين لمتحف الفن الحديث بالقاهرة ، من عام 1960 حتى عام 1961 .[3]
- عمل رئيساً لقسم التصميم بالمعهد العالى للتربية الفنية بالروضة، من عام 1959 حتى عام 1964 .[4]
- عمل رئيسا لقسم التصميم بالمعهد العالى للتربية الفنية بالزمالك، في الفترة من عام 1969 حتى عام 1973.[5]
- أوصت زوجته عفت ناجي قبل وفاتها، بتحويل منزله إلى متحف، وحول سنة 2001.[6][7]

- شارك منذ عام 1940 حتى 1970 في عدد كبير من المعارض المحلية والخارجي.[8]

- من أهم أعماله اللوحة الضخمة " فتح عكا" مقاس ( 76.5 سم × 388.5 سم ) زيت على قماش.
- تميزت أعماله بعناصر وسمات شعبية مصرية. •
- عندما ما زار السد العالى في أوائل الستينيات أبدع مجموعة من اللوحات التي تؤرخ لمرحلة بناء السد العالي.[9]
- نشر 19 كتاباً حول الفنون الشعبية منها: الصناعات الشعبية في مصر والحياة الشعبية في رسوم ناجى[10] وتاريخ الأزياء الشعبية في مصر وتصويرنا الشعبى خلال العصور والفن الشعبى والمعتقدات السحرية[11] والدمى المتحركة عند العرب.[12]
- في مرحلة لاحقة من حياته الفنية أبدع سعد الخادم أعمالأ ` أسمبلاجية `مركبه من خامات مختلفة وعناصر سابقة التصنيع، إتسمت بالخشونه وقوة التعبير الرمزيه ثم إتجه إلى النحت في الخشب والصياغة المبتكره..[13]

## جوائز
- الجوائز الدولية - جائزة البينالى الثانية في التصوير بالإسكندرية عام 1968.